# ذي مشمر (يريم)

تعديل مصدري - تعديل

ذي مشمر هي إحدى قرى عزلة بني مسلم بمديرية يريم التابعة لمحافظة إب، بلغ تعداد سكانها 129 نسمة حسب تعداد اليمن لعام 2004.